# اوداچنی
شهر اوداچنی (به روسی: Удачный) در کشور روسیه و در جمهوری یاقوتستان واقع شده‌است.